# Кугарчинский сельсовет
Кугарчинский сельсовет — муниципальное образование в Кугарчинском районе Башкортостана.
Административный центр — село Кугарчи.

## История
Согласно Закону о границах, статусе и административных центрах муниципальных образований в Республике Башкортостан имеет статус сельского поселения.

## Население
| 2002  | 2009  | 2010  | 2012  | 2013  | 2014  | 2015  |
| ----- | ----- | ----- | ----- | ----- | ----- | ----- |
| 1617  | ↘1557 | ↘1426 | ↘1378 | ↘1362 | ↘1339 | ↘1298 |
| 2016  | 2017  | 2018  |       |       |       |       |
| ↘1269 | ↘1237 | ↘1190 |       |       |       |       |

## Состав сельского поселения
| № | Населённый пункт | Тип населённого пункта       | Население |
| - | ---------------- | ---------------------------- | --------- |
| 1 | Кугарчи          | село, административный центр | ↘787      |
| 2 | Верхнесюрюбаево  | деревня                      | ↘188      |
| 3 | Етебулак         | деревня                      | ↗131      |
| 4 | Верхнемурсаляево | деревня                      | ↘126      |
| 5 | Семиречье        | хутор                        | ↘90       |
| 6 | Давлеткулово 1-е | деревня                      | ↗75       |
| 7 | Красный Яр       | деревня                      | ↘26       |
| 8 | Кызылташ         | деревня                      | ↗3        |

## Известные уроженцы
- Рафиков, Мансур Минибаевич (род. 8 декабря 1964) — командир отдельного танкового батальона 20-й гвардейской мотострелковой дивизии Северо-Кавказского военного округа, гвардии майор, Герой Российской Федерации[12].